# Tepozanes, Dolores Hidalgo
Tepozanes är en ort i Mexiko.   Den ligger i kommunen Dolores Hidalgo och delstaten Guanajuato, i den centrala delen av landet, 280 km nordväst om huvudstaden Mexico City. Tepozanes ligger 2 003 meter över havet och antalet invånare är 125.
Terrängen runt Tepozanes är en högslätt. Runt Tepozanes är det ganska tätbefolkat, med 93 invånare per kvadratkilometer. Närmaste större samhälle är Dolores Hidalgo, 15,3 km söder om Tepozanes. Trakten runt Tepozanes består till största delen av jordbruksmark.